# Pierre de Soete

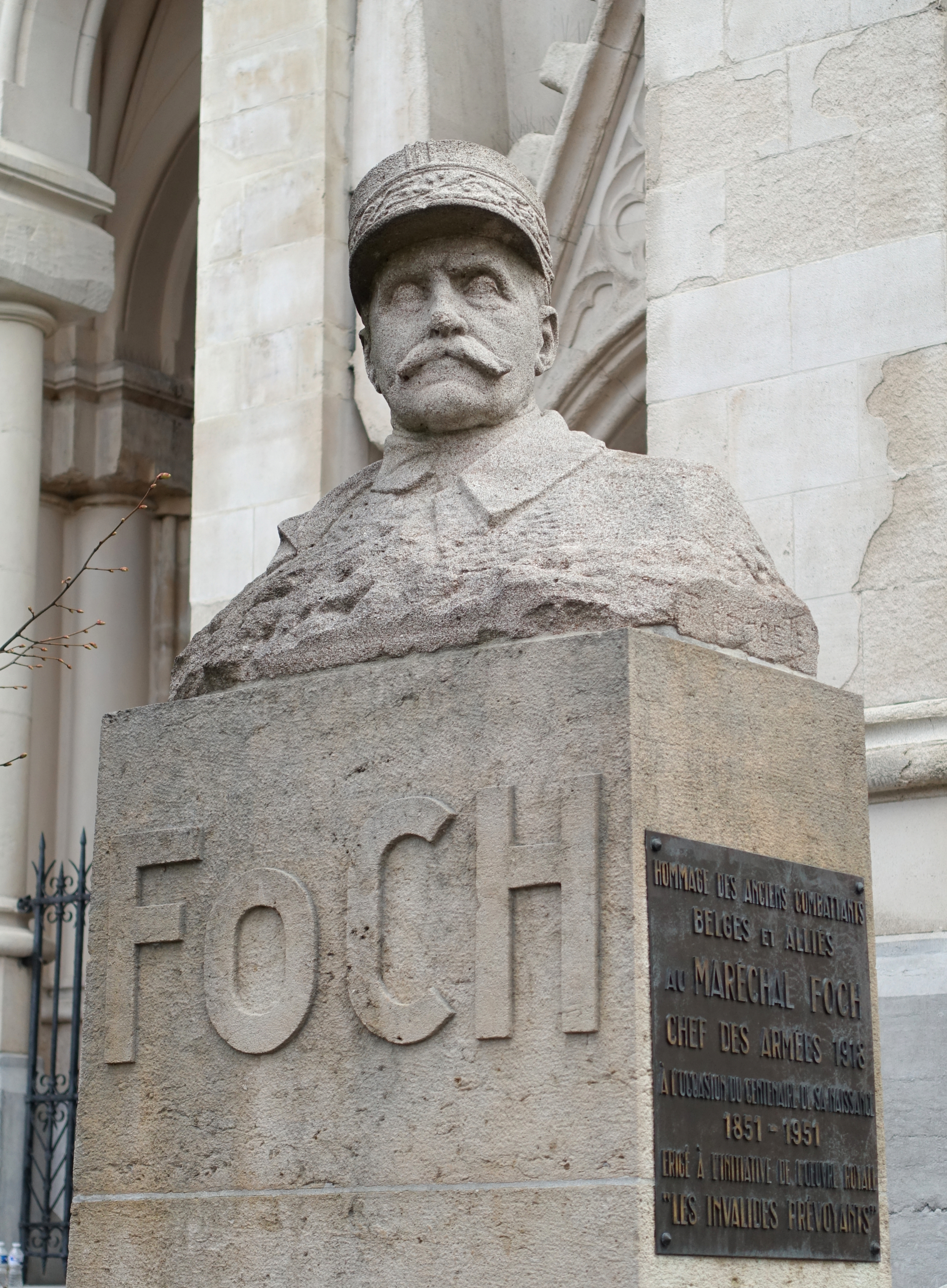
Le Monument Foch.

Pierre de Soete (ou Desoete), né le 30 juillet 1886 à Molenbeek-Saint-Jean (Bruxelles) et mort le 16 août 1948 à Bruxelles, est un sculpteur et médailleur belge.

## Biographie
Pierre Jean Desoete est né le 30 juillet 1886 dans une famille modeste de Molenbeek-Saint-Jean. Il est le fils de Jean-Baptiste Desoete, chapelier, et de Marie Thérèse Serlippens, journalière. Il se marie à Molenbeek-Saint-Jean avec Gabrielle Coenen qui lui donne une fille, Elsa.
Il commence à travailler à huit ans et à l'âge de quatorze ans, il est orphelin. En 1900, il est engagé à l'atelier de polissage-ciselage de la Compagnie des Bronzes à Bruxelles. Il passe ensuite à l'atelier des monteurs. Il entre ainsi en contact avec des sculpteurs renommés : Julien Dillens, Constantin Meunier, le prince Paul Troubetzkoy ou encore Jef Lambeaux. Autodidacte habile et observateur, il s'inspire de ces expériences pour devenir à son tour sculpteur. Il étudie parallèlement à l'École du soir puis s'initie brièvement au dessin à l'Académie de Molenbeek et au modelage. Il entre pour une courte formation à l'Académie royale des beaux-arts de Bruxelles. En 1911, une fonderie de bronze d’Anderlecht lui confie la direction de l’un de ses départements. 
À partir de 1924, il se consacre pleinement à la sculpture et reçoit de nombreuses commandes : monuments, portraits, décors muraux, médailles. Il consacre en premier lieu ses talents de sculpteur aux sujets sportifs et aux monuments aux morts. Il excelle dans des sujets tels que la maternité et le sport (L'Effort du Vainqueur, Le Joueur de tennis, Le Serment olympique, Le Lanceur de poids, Le pugiliste, la deuxième coupe Gordon Bennett, etc.).
De tempérament sportif et solidement bâti, il pratique la natation, la boxe, l'automobilisme, l'aéronautique et l'aérostation et participe à plusieurs compétitions internationales. En 1927, il prend part à la coupe Gordon Bennett aux États-Unis et il est finaliste au concours d’Art des Jeux Olympiques de 1928 à Amsterdam.
Plusieurs de ses œuvres ont été acquises par des musées d'Europe et des États-Unis. Ses sculptures et médailles sont entre autres présentes aux Musées royaux d’Art et d’Histoire, au Musée royal de l’Armée, au Cabinet des médailles de Bruxelles, au Musée diocésain de Malines, au Musée de Riga en Lettonie, au Metropolitan Museum de New York.
Au niveau artistique, il ne se revendique d'aucune école mais, dans ses créations privées de petite taille, il adopte un style fait de classicisme.
À la suite de son décès lors d'une intervention chirurgicale à Bruxelles le 16 août 1948, il reçoit 19 août 1948 des funérailles à la cathédrale Saints-Michel-et-Gudule de Bruxelles et est inhumé au cimetière d'Evere.

## Sélection d'œuvres
Jusqu'à son décès en 1948, il réalise des monuments, statues, bustes et médailles et sculpte le granite, le plâtre, le marbre, le bronze, le métal et l'ivoire:
- Monuments aux morts de Strombeek et Bruxelles 2e district.
- 1923 : Monument aux morts de Koekelberg
- 1926 : Monument aux aviateurs et aérostiers tombés pendant la guerre, Bruxelles
- 1926 : Masque funéraire du cardinal Mercier.
- 1928 : Monument aux victimes du sport automobile, Schaerbeek
- 1931 : Monument du sous-marin C, bronze, Zeebruges
- 1932 : Monument de la presse sportive, bronze, Laeken
- 1932 : Monument au maréchal Foch, granite, Spa
- 1936 : Monument aux martyrs de Dinant
- 1939 : Médaille datée de Liège, 2 septembre, (peu après la fin de l'Exposition internationale de la technique de l'Eau de 1939 et la destruction accidentelle due à un orage violent de deux ponts liégeois minés par l'armée belge) à l'effigie du roi Albert Ier offerte aux réalisateurs du canal Albert par la FCCUB à Liège.
- Épreuve d'artiste non datée : médaille à l'effigie de la reine Astrid au diadème (mention Astrid) au A couronné à patine brune. Au revers, armoiries de la Belgique avec drapeaux des neuf provinces et devises bilingues.
- Plusieurs médailles à l'effigie du roi Léopold III, non datées

### Dans les collections publiques
- La Victoire (années 1920) : bronze à patine dorée, Nice, musée national du sport. Trophée du Challenge De Beukelaer.

## Hommages et distinctions
Il est fait citoyen d'honneur de la ville de Dinant à titre artistique.
Les distinctions suivantes lui ont été décernées :
- Officier de l'ordre de la Couronne (Belgique) ;
- Chevalier de l'ordre de Léopold (Belgique) ;
- Médaille de la Résistance 1940-1945 (Belgique) ;
- Chevalier de la Légion d'honneur (France) ;
- Officier de l'ordre des Trois Étoiles de Lettonie ;
- Officier de l'ordre du grand-duc Gedeminas de Lituanie.